# Вулиця Михайля Семенка (Київ)
Вулиця Михайля Семенка — вулиця в Голосіївському районі міста Києва, місцевість Феофанія. Пролягає від вулиці Академіка Заболотного до кінця забудови.

## Історія
Виникла наприкінці 2010-х під проєктною назвою вулиця Проектна 13087. Назва — на честь українського поета Михайля Семенка — з 2018 року.